# 金·奥登
金·奥登（英語：Kim Oden，1964年5月6日—），美国前女子排球运动员。她曾代表美国国家队参加1988年和1992年夏季奥林匹克运动会排球比赛，其中1992年奥运会收获一枚铜牌。